# Monte Testaccio
A Monte Testaccio vagy Monte dei Cocci Róma egyik érdekes látványossága az ókorból, a mai Via Galvani területén helyezkedik el. I. e. 140 – i. sz. 250 között alakították ki a halmot, mely nem más, mint eldobált, repedt, sérült amforák (latinul testae) dombja. Ilyen tartóedényekben tárolták egykor a kereskedelemben értékesítésre szánt árut.
A mesterségesen kialakított domb 35-36 méter magas. Jelentőségére a régészek csak a 18. század végén figyeltek fel.
Eerdetére számos magyarázat született, a birodalom népeinek adóösszeírásait tartalmazó cserepeknek és a nérói tűzvész törmelékeinek egyaránt gondolták a halmot. De lehetett a Tiberis-menti cserépkikötő hulladéka is.
Legvalószínűbb, hogy a Hispania Baetica tartományból származó amfórák cserepei, amikben az antik Rómába szállították az olajat. A viszonylag durva kialakítású edények „egyszer használatosak” voltak, vagyis a szállítás után higiéniai okból összetörték ezeket.

## Külső hivatkozások
- Testaccio - Roma
- http://orokvaros.network.hu/blog/roma-kozossegi-oldala-hirei/a-monte-testaccio-cserepdomb-kutatasa-romaban-2015